# Ruminghem
Ruminghem (Nederlands: Rumingem) is een gemeente in het Franse departement Pas-de-Calais (regio Hauts-de-France). De plaats maakt deel uit van het arrondissement Calais. Ruminghem telde op 1 januari 2022 1.607 inwoners.

## Naam
De plaatsnaam heeft een Oudnederlandse herkomst. De oudste vermelding is uit de periode 844-864 als Rumingahem. Het betreft een samenstelling, waarbij het eerste element een afleiding is van een persoonsnaam + het afstammingsuffix -ing +  -heem (woonplaats, woongebied, dorp, buurtschap). De betekenis van de plaatsnaam is dan: 'woning, woonplaats van de lieden van X'. De huidige Franstalige plaatsnaam is hiervan een fonetische nabootsing.
De spelling van de naam van het dorp heeft door de eeuwen heen gevarieerd. Chronologisch heette het achtereenvolgens: Rumingahem (850); Rummingaliem (877); Ramingehem (980); Reminghen (1254); Ruminghem (1353); Remingueham (1371); Rumighem (XIV eeuw); Rameghien (XV en XVI eeuw); Reminguen (1473); Reminguen (1475) en Rumingan (1725). Hierna kreeg en behield het zijn huidige naam en spellingswijze.
De naam van de plaats luidt in het Frans-Vlaams: Rumingem. .

## Geografie
De oppervlakte van Ruminghem bedroeg op 1 januari 2022 13,89 vierkante kilometer; de bevolkingsdichtheid was toen 115,7 inwoners per km².

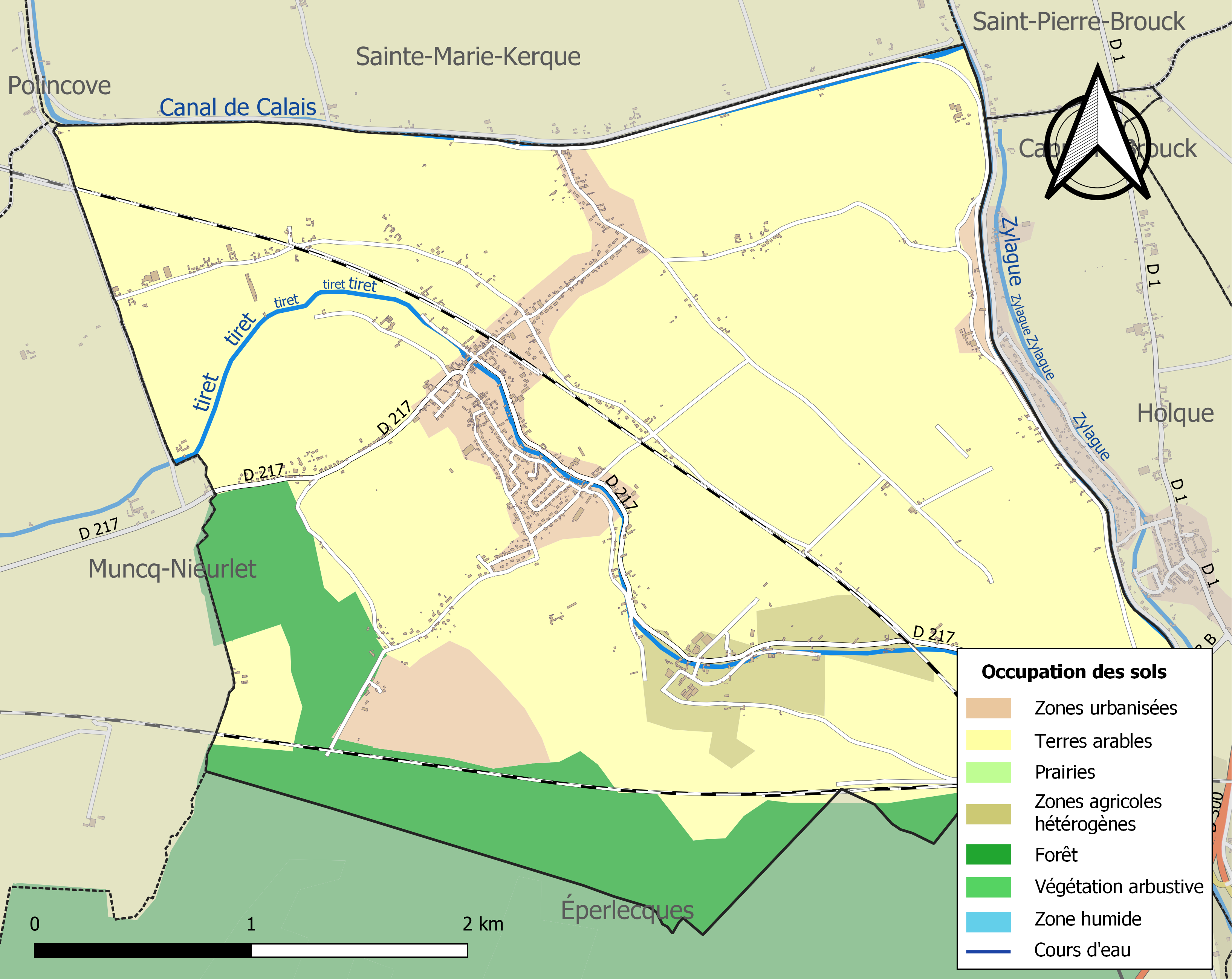
Kaart van de gemeente met belangrijkste infrastructuur, bodemgebruik en omliggende gemeenten

## Verkeer en vervoer
In de gemeente ligt spoorwegstation Ruminghem.

## Demografie
Onderstaande figuur toont het verloop van het inwonertal (bron: INSEE-tellingen).